# Liste der Monuments historiques in Saint-Bonnet-sur-Gironde
Die Liste der Monuments historiques in Saint-Bonnet-sur-Gironde führt die Monuments historiques in der französischen Gemeinde Saint-Bonnet-sur-Gironde auf.

## Liste der Objekte
| Bezeichnung               | Beschreibung                              | Standort                       | Kennzeichnung | Schutzstatus | Datum | Bild |
| ------------------------- | ----------------------------------------- | ------------------------------ | ------------- | ------------ | ----- | ---- |
| Gemälde Bischof mit Mitra | Öl auf Leinwand, 18. oder 19. Jahrhundert | in der Kirche St-Bonnet (Lage) | PM17001705    | Inscrit      | 1991  |      |
| Ziborium                  | Zinn, 17. oder 18. Jahrhundert            | in der Kirche St-Bonnet (Lage) | PM17001706    | Inscrit      | 1991  |      |